# Red Bull Champions Super League
Red Bull Champions Super League — пригласительный снукерный турнир, проходивший только один раз — в июне 1998 года в Китае.
В турнире участвовали 6 игроков, из которых трое (Джеймс Уоттана, Стив Дэвис, Стивен Хендри) были известными профессионалами, а остальные — местными снукеристами (Марко Фу, Пан Вэй Го, Го Хуа). Победитель соревнования определялся по итогам групповой стадии. После всех игр Стив Дэвис и Стивен Хендри имели одинаковые показатели, однако чемпионом стал Дэвис за счёт того, что он выиграл свой матч против Хендри.
Турнир не входил в сезон мэйн-тура.

## Победители
| Место проведения | Год  | Победитель | Финалист      | Приз победителю | Спонсор  |
| ---------------- | ---- | ---------- | ------------- | --------------- | -------- |
| Гуанчжоу         | 1998 | Стив Дэвис | Стивен Хендри | £ 12 000        | Red Bull |